# Schulmuseum Nordwürttemberg

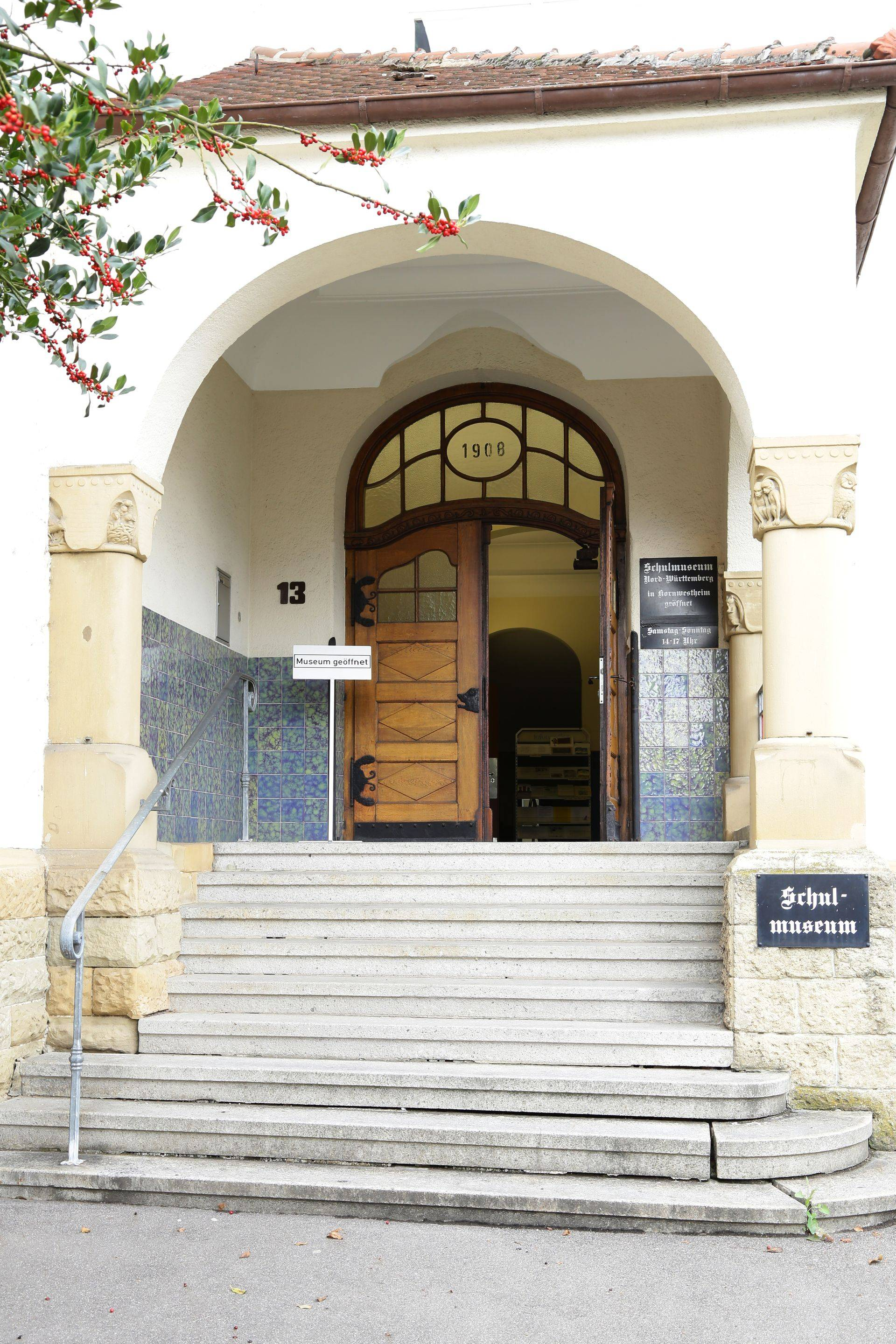
Eingang zum Schulmuseum Nordwürttemberg

Das Schulmuseum Nordwürttemberg ist eine Einrichtung der Stadt Kornwestheim. Es vermittelt im historischen Ambiente eines über hundert Jahre alten Schulhauses einen Überblick über die Entwicklung der württembergischen Volksschule vom Zeitalter der Reformation bis in die Gegenwart.

## Geschichte
Das Schulmuseum Nordwürttemberg wurde als zweites Schulmuseum in Baden-Württemberg am 3. Oktober 1984 mit einer kleinen Präsentation von Willy Haiges, dem pensionierten Rektor der Schillerschule, begründet. Der Museumsgründung war eine Jubiläumsausstellung zum Thema „Schule früher“ anlässlich der 1200-Jahr-Feier Kornwestheims im Jahr 1981 vorausgegangen. Das Museum ist im denkmalgeschützten heutigen Westflügel der 1908 eingeweihten Schillerschule in der Schillerstraße untergebracht. Im Jahr 1985 wurde der Förderverein Schulmuseum e.V. gegründet, dessen Vorsitzender Gerhard Weiß, ebenfalls pensionierter Rektor, nach Haiges' Tod 1990 die Leitung des Schulmuseums übernahm. Im selben Jahr wurde das Museum auf knapp 400 Quadratmeter Ausstellungsfläche erweitert und erhielt den Namen „Schulmuseum Nordwürttemberg“.
Seit 1992 wird das Schulmuseum hauptamtlich von Irmgard Sedler fachlich betreut, die im Jahr 2000 auch die Leitung übernahm. Seit 1992 liegt der Schwerpunkt auf der regionalen Schulgeschichte, die in ihren kulturhistorischen und kindheitsgeschichtlichen Zusammenhängen am Objekt erfahrbar gemacht und auf ihre zeitgemäße Sinnhaftigkeit hin hinterfragt wird.
Seit den 1990er Jahren ist das Schulmuseum Partner pädagogischer Hochschulen und Kultureinrichtungen im In- und Ausland sowie Adresse für wissenschaftliche Anfragen und Projekte. Zum Teil arbeitet es mit anderen Museen zusammen, unter anderem mit dem Museum Schloss Neu-Augustusburg in der Partnerstadt Weißenfels, zum Beispiel 2002 bei der Ausstellung „Im Geiste höchsten Strebens - Literaten in Weißenfels“.
Das Schulmuseum Nordwürttemberg sieht sich als Einrichtung des Bewahrens, Belehrens, Bewertens und Zeigens, in der die wissenschaftliche Arbeit ebenso ihren Raum hat wie die Erinnerung und die Unterhaltung. Regelmäßig finden Führungen für Schulklassen und Gruppen statt.

## Sammlung
Das Museum verfügt über einen Sammlungsbestand von über 18.000 Exponaten mit Schwerpunkt in den Bereichen Fibeln und Lesebücher, Bilderbücher, Schulwandbilder, Schularchivalien, Realien und naturwissenschaftliche Geräte.
Die drei inhaltlichen Ansätze – Region, Kulturgeschichte und Kindheit – bestimmen bis heute den Schwerpunkt der Sammeltätigkeit: Spezialsammlungen zu den Bereichen Lesenlernen (über 1000 deutschsprachige Erstlesewerke aus vier Jahrhunderten), „Realien“ und naturwissenschaftlicher Unterricht in der Schule (über 400 naturwissenschaftliche Geräte mit einer dazugehörigen Spezialbibliothek), eine vom Zeitungsverleger Horst Reichert gespendete Sammlung historischer Schreibgeräte, Kinderwelt im Bilderbuch, Erziehung zum Sparen und Verantwortung für die Umwelt (knapp 800 Sparbüchsen aus drei Jahrhunderten) machen neben einem Schulbuchbestand von rund 10.000 Exponaten und einer Bibliothek den Kern der Sammlungen aus.
Vier Sammlungsdepots und langzeitig angelegte Konservierungs- und Inventarisierungsmaßnahmen dienen der Bewahrung.

## Dauerausstellung
Über 1000 exemplarisch ausgewählte Exponate geben in der Dauerausstellung Einblick in den schulischen Alltag vergangener Jahrhunderte: Sie veranschaulichen die Geschichte des Schulwesens in Württemberg bis 1945, den Wandel im Unterricht, die gesellschaftliche Stellung von Schule und Lehrerstand auf dem Lande. Sie dokumentieren den unterschiedlichen Bildungsweg von Mädchen und Jungen in der überlieferten Dorfgesellschaft. Sie führen die Entwicklung der Schrift und der Schreibgeräte (Gänsekiel, Schiefertafel und Griffel) vor und berichten über schulische „Zucht und Ordnung“ (Strafesel). Im Alten Schulsaal wird der Besucher in eine Schulstunde von anno dazumal mit einbezogen.
Raum 1: Geschichte der Schulbildung in Württemberg
- 15./16. Jahrhundert: Bildungstraditionen vom Mittelalter zur Renaissance: Klosterschule, städtische Lateinschule, Universität
- 16. Jahrhundert: Bildung für das Volk im Zeitalter der Reformation
- 17. Jahrhundert: Zwischen „Methode“ und Schwärmerei: Didaktik und Pietismus
- 18. Jahrhundert: Reformbestrebungen im Spannungsbogen von Pietismus und Aufklärung
- 1. Hälfte des 19. Jahrhunderts: Neue Schulfächer und alte Gewohnheiten – halbherzige Reformen
- 2. Hälfte des 19. Jahrhunderts: Professionalisierung des Schulwesens im Umfeld national bürgerlicher Emanzipation
- 1. Hälfte des 20. Jahrhunderts: Ein halbes Jahrhundert der Brüche und Neuanfänge

Raum 2: Historisches Klassenzimmer
Raum 3: Vom Schulmeister zum Lehrer

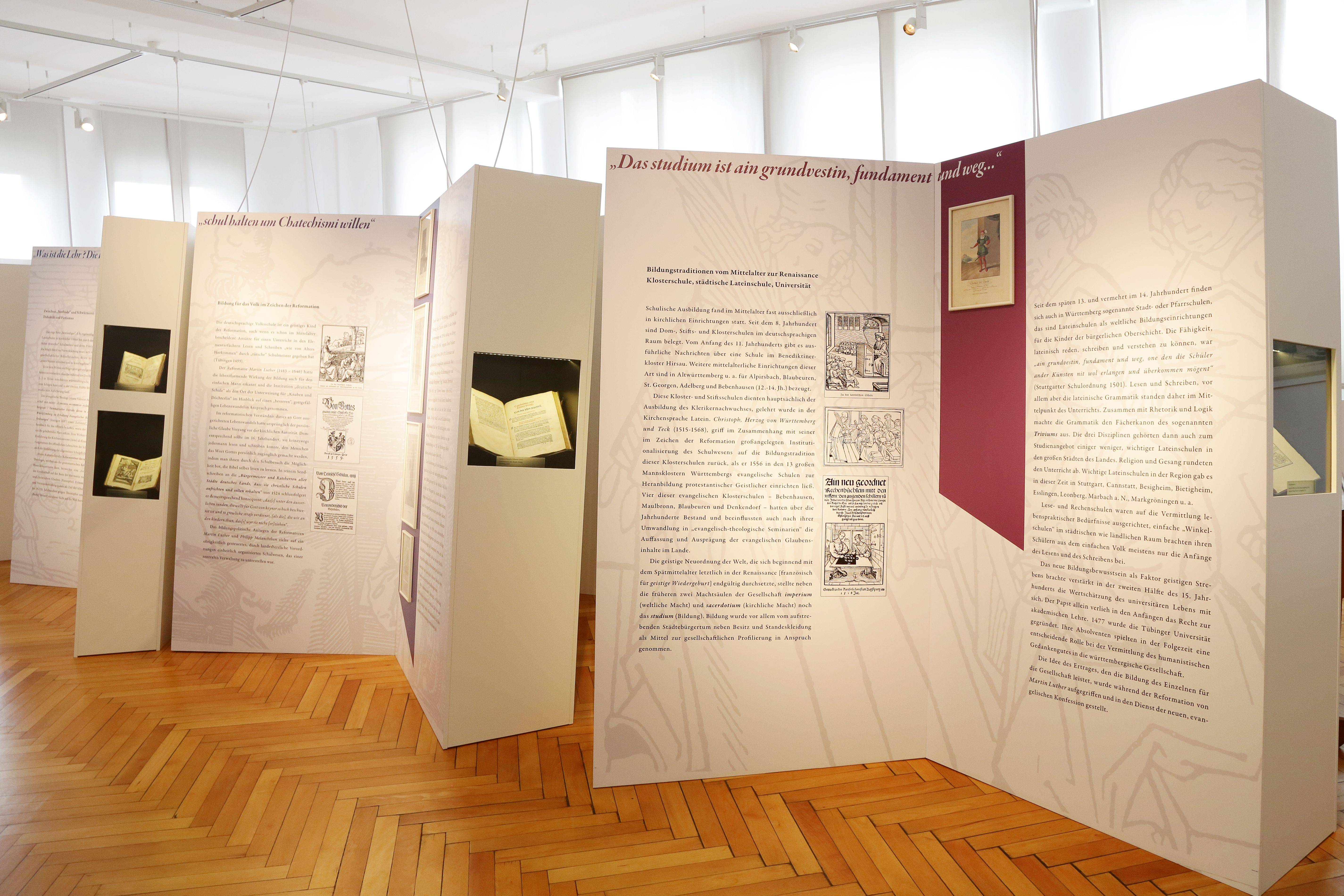
Schulmuseum, erster Raum der Dauerausstellung

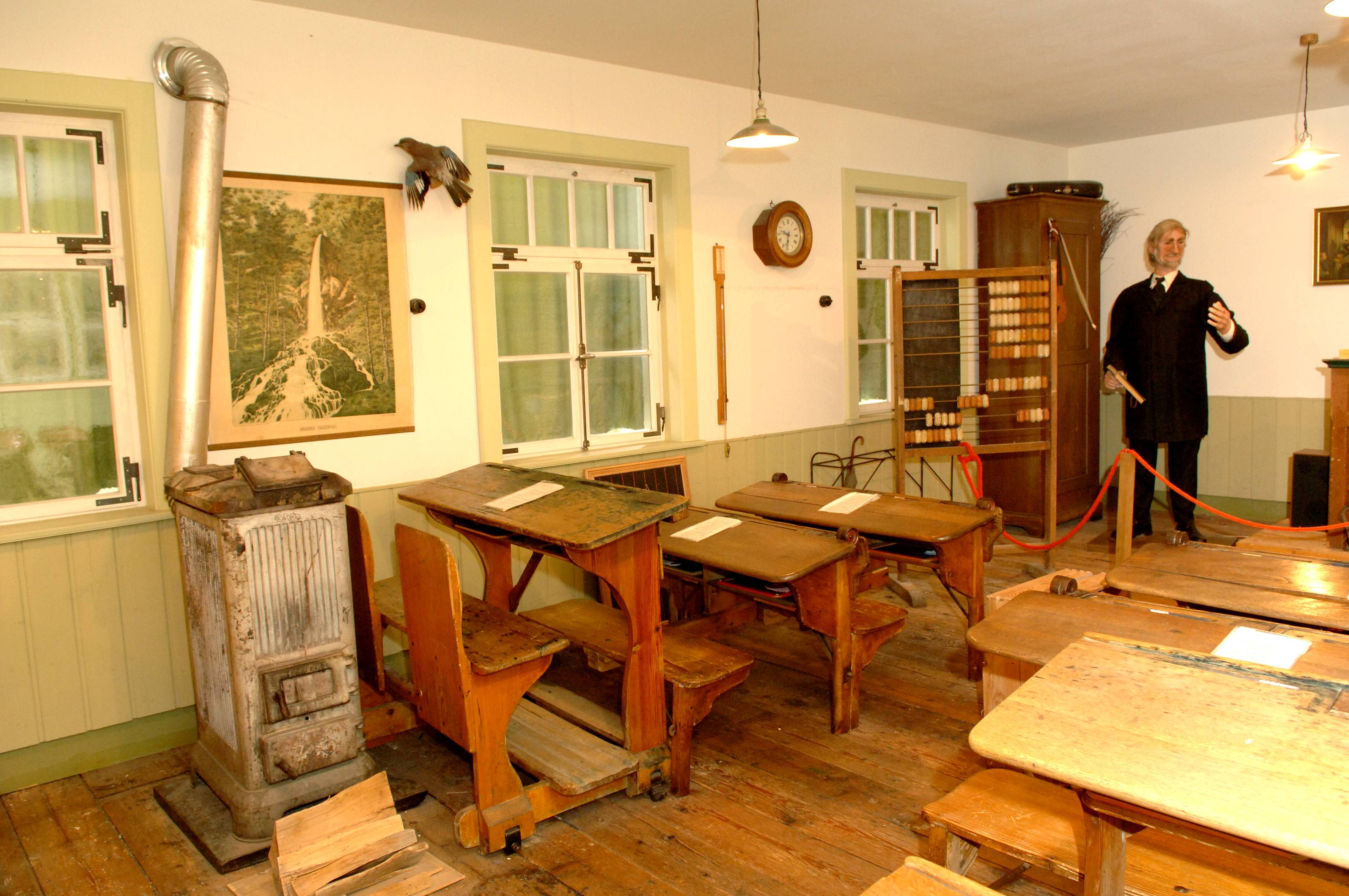
Schulmuseum Klassenzimmer

- Das 19. Jahrhundert und die gesellschaftliche Stellung des Lehrers
- Samuel Mayer: Schulmeister in Kornwestheim von 1829 bis 1870
- Franz Xaver Staudenmayer: Schulmeister in Rechberghausen von 180(?) bis 1846

Raum 4: Kindheit im Spiegel der Fibel
Die Räume 5 und 6 werden derzeit neugestaltet.

## Sonderausstellungen
Regelmäßige Sonderausstellungen zu den unterschiedlichsten Aspekten von Kindheit und Schule ergänzen das museale Angebot und fordern in jeweils neuen Zusammenhängen die Besucher zu ständig neuen Deutungen und zeitaktuellen Aneignungen der präsentierten Themen heraus. Im Rahmen dieser Sonderausstellungen werden auch aktuellere Exponate aus der jüngeren Zeit nach 1945 gezeigt.
Sonderausstellungen in Auswahl:
- 1991: „Naturwissenschaftlicher Unterricht früher und heute“
- 1992: „Lesen, Schreiben, Rechnen“
- 1994/95: „Ueber die goldene Brücke. Die Welt des Kindes im Spiegel der Schulfibel“
- 1995: Die Entwicklung unserer Schrift
- 1997/98: „Wer den Pfennig nicht ehrt“
- 1998: „Schultüte und Zuckerbaum“
- 1998/99: „Bildung hat (k)ein Geschlecht“
- 2003: „Karl Mäser. Aufbruch in eine neue Welt“
- 2003/04: „Handarbeit und Schule“
- 2009: „Uebe Sparsamkeit! Schulsparen und Spardosen“

## Publikationen
- Irmgard Sedler (Hrsg.): Schulmuseum Nordwürttemberg Raum I: Geschichte der Schulbildung in Württemberg. Begleitheft zur Dauerausstellung. Kornwestheim 2010.
- Irmgard Sedler, Ingrid Zein: Die Schillerschule und ihre Baugeschichte. In: Kornwestheimer Geschichtsblätter, Bd. 13 (2003), S. 13–16.
- Irmgard Sedler: Wer den Pfennig nicht ehrt… Schulsparen und Spardosen, Katalog zur gleichnamigen Wanderausstellung in Kornwestheim vom 4. Dezember 1997 bis 26. April 1998 sowie in Weißenfels vom 30. Mai bis 26. Juli 1998, hrsg. vom Schulmuseum Nordwürttemberg, Stadt Kornwestheim, Kornwestheim 1998, ISBN 3-922545-22-X; Inhaltsverzeichnis